# Otatitlán, Tlachichilco
Otatitlán är en ort i Mexiko.   Den ligger i kommunen Tlachichilco och delstaten Veracruz, i den sydöstra delen av landet, 170 km nordost om huvudstaden Mexico City. Otatitlán ligger 584 meter över havet och antalet invånare är 1 727.
Terrängen runt Otatitlán är kuperad. Runt Otatitlán är det ganska tätbefolkat, med 52 invånare per kvadratkilometer. Närmaste större samhälle är Tlachichilco, 6,3 km väster om Otatitlán. I omgivningarna runt Otatitlán växer i huvudsak städsegrön lövskog.